# کسهوفن
کسهوفن (به آلمانی: Käshofen) یک شهر در آلمان است که در زودوستپفالتس واقع شده‌است. کسهوفن ۷۱۰ نفر جمعیت دارد.